# Goomba
Un Goomba (クリボー Kuribō?) es una especie de hongo de la franquicia de Mario de Nintendo, cuya primera aparición fue en el videojuego Super Mario Bros. (1985) de NES como el primer enemigo que el jugador encuentra y desde entonces es uno de los enemigos más comunes en los juegos de Mario. Han aparecido también fuera de los videojuegos, incluso en películas, televisión y otros medios. Por lo general son de color marrón y se ven más comúnmente caminando sin rumbo, a menudo como un obstáculo en los videojuegos. Fueron incluidos al final del desarrollo de Super Mario Bros. como un enemigo simple y fácil de derrotar.
La mayoría de los Goombas dañan a Mario por contacto, pero ciertos tipos de Goombas pueden morder, volar o derribar a Mario para atacarlo. Sin embargo, los Goombas también han aparecido como aliados de Mario, especialmente en la serie Paper Mario, donde obtienen un rol de personajes con mayor inteligencia y estudio sobre los enemigos.

## Características
Típicamente, los Goombas son de color marrón o amarillo. Están basados en unos hongos reales llamados shiitake. Tienen cejas tupidas, dos pies y un par de colmillos que salen de su mandíbula inferior (aunque en los juegos de Mario casi no los han usado).
Los Goombas dañan a Mario si lo tocan de un lado o si se le caen desde arriba. Se derrotan fácilmente al pisarlos. Típicamente son los enemigos más débiles, ya que su único ataque es caminar hacia el fontanero y se matan con un solo pisotón.
Los Goombas eran libres antes de que Bowser les convirtiera en esclavos, igual que otros enemigos de Mario. Los Goombas solo se vencen saltándoles encima porque con el resto de los ataques, son lanzados a las cuevas. 
En Super Mario Bros. 3 se encuentran los Paragoombas (パタクリボー Patakuribō?), unos Goombas con alas: los más oscuros únicamente dan saltos más o menos altos, mientras que los más claros vuelan rodeados de minúsculos Goombas que sueltan sobre los enemigos; si un Paragoomba de este tipo pierde las alas (si Mario/Luigi le salta encima), ya no suelta a estos pequeñines conocidos como Mini-Goombas; éstos únicamente son molestos, y se eliminan saltando repetidamente. En el Mundo 5 aparece también el Goomba de Zapato que, eliminándolo con una bola de fuego o golpeando desde abajo el bloque donde está, nos proporciona una bota llamada Zapato de Goomba (クリボーの靴 Kuribō no Kutsu?) que nos permite eliminar plantas piraña y Spinies saltándoles encima (aunque el zapato desaparece al terminar el nivel). Finalmente, en los desiertos existen los Goombas-ladrillo, que no son más que Mini-Goombas camuflados. En Super Mario 64 DS, aparecen Goombas gigantes; son un poco más que el doble de grandes que los normales. También en este juego están los Goombas-gorra, que tras derrotarlos recibes su gorra y al cogerla cobras la apariencia de otro personaje. Estas gorras pueden ser de Mario, Luigi o Wario. 
En Super Mario World hay unos goombas diferentes: los Galoombas. No se acaba con ellos saltando encima, sino lanzándoles contra otros enemigos (o dándoselos de comer a Yoshi). Además, los Paragoombas también pueden caer del cielo en paracaídas; no debemos confundirlos con los Paragoombas regulares, en ese juego se llamaban Goombas Voladores.
En Yoshi's Island, al igual que los Huesitos al saltarle encima sólo se les deja aplastado unos instantes, tras lo cual, vuelven a la normalidad.
En New Super Mario Bros. aparece como jefe secreto siendo transformado en un Goomba gigante.
También hacen aparición en otra saga de Shigeru Miyamoto: concretamente en The Legend of Zelda: Link's Awakening. En ese juego, saltándoles encima se consigue un corazón, mientras que eliminándolos con la espada se puede conseguir o no (al azar) una rupia.
En Paper Mario (Nintendo 64) y en Paper Mario: La Puerta Milenaria (GameCube) aparece una especie de goomba color azul marino en las alcantarillas, los Gloombas. Esos goombas en Super Paper Mario tienen PC 2 ataque 2, también hay un Gloomba con un pincho en su cabeza llamado Gloompincho, variante de los Goompincho y un Gloomba con alas llamado Paragloomba.
En Super Mario Galaxy, están los Goombas marrones y los amarillo oscuro, los marrones se eliminan con dos giros y los amarillo oscuro con uno.
En Mario Kart World, un nuevo juego de la serie Mario Kart, Goomba es un personaje jugable y desbloqueable mediante Kamek. Es un personaje de peso ligero, y marca su apariencia jugable por primera vez en la serie.
Poco se sabe de los Goombas, excepto que son traidores del Reino Champiñón, y que eran antes unos aliados de ellos. Forman el nivel más bajo del ejército de Bowser y son los más numerosos.
En la película Super Mario Bros., ellos eran altos con apariencia de reptiles con cabezas pequeñas.

## Koa Koa (Rey Goomba)
Koa Koa (también conocido en inglés como Goomboss) es el rey de los Goombas. Aparece en Super Mario 64 DS, Paper Mario, Mario Kart DS y en Paper Mario: Sticker Star. Es enorme (mucho más que los Goombas gigantes y por supuesto, muchísimo más que los goombas normales), es bizco, lleva una corona simple y la única manera de vencerlo es perseguirlo cuando este persigue al jugador, eliminar a los seis Goombas que corren detrás de él (los que aparecen de la nada) y tirarle un huevo (que aparece tras derrotarlos) a su espalda. Hay que repetir esto las veces que hagan falta hasta vencerle.
El Rey Goomba tenía la llave donde estaba encerrado Mario. Bowser y compañía, al principio del juego, secuestraron a Mario, Luigi y Wario (que esta vez era un aliado) cuando ellos entraron al castillo a rescatar a la princesa Peach, y Yoshi es la única esperanza. Tras encontrar y posteriormente derrotar a Koa Koa, este le da la llave que abre el cuarto donde se hallaba encerrado Mario. A partir de este momento Mario (en alguna ocasión con ayuda) continúa la aventura hasta vencer a Bowser, echarlo definitivamente y liberar a Peach.
Apareció por primera vez en Paper Mario (2000), donde hace las veces de primer jefe del juego (10 HP), pero en ese juego se llama simplemente Rey Goomba. Apareció posteriormente en Super Mario 64 DS y Mario Kart DS, donde su rol de jefe se repite.